# Geophilus tenellus
Geophilus tenellus är en mångfotingart som beskrevs av Koch 1882. Geophilus tenellus ingår i släktet Geophilus och familjen storjordkrypare.
Artens utbredningsområde är Spanien. Inga underarter finns listade i Catalogue of Life.